# Over The L'Arc-en-Ciel
『Over The L'Arc-en-Ciel』（オーバー ザ ラルク・アン・シエル）は、日本のロックバンド、L'Arc〜en〜Cielのドキュメンタリー映画。2014年12月5日から期間限定で公開された。配給元は、コンサートや舞台、イベントなどのライブエンターテインメントを国内外の映画館等に中継するライブ・ビューイング・ジャパン。

## 概要
L'Arc〜en〜Cielの作品として初となるドキュメンタリー映画。
本映画は、L'Arc〜en〜Cielが2012年3月3日の香港公演を皮切りに、世界9ヶ国14都市（香港、バンコク、上海、台北、ニューヨーク、ロンドン、パリ、シンガポール、ジャカルタ、ソウル、横浜、大阪、東京、ホノルル）で全17公演を開催したワールドツアー「WORLD TOUR 2012」に密着したドキュメンタリー映画となっている。内容は、世界各国のファンのコメントと各地でのライブの模様に加え、これまで明かされることのなかったバックステージの様子やオフショット、海外メディアによるメンバーへのインタビューの模様を交えたものとなっている。
ちなみに、この映画のキャッチコピーには＜世界が見たラルク、ラルクが見た世界＞という文言が付けられている。余談だが、映画のタイトルは、1939年に公開されたミュージカル映画『オズの魔法使』でジュディ・ガーランドが歌った劇中歌「虹の彼方に（Over the Rainbow）」をオマージュしたものとなっている。
劇場チケットは、全国共通前売鑑賞券、4枚綴り前売鑑賞券、当日券の3種類が販売されている。4枚綴り前売鑑賞券には、メンバー4人がそれぞれプリントされており、4枚全て重ね合わせるとライブステージが完成する仕様になっている。さらに、前述のいずれかのチケットを購入した来場者に対する特典として、クリアファイル、ステッカー1枚（全4種類）がプレゼントされた。
映画公開を発表した時点では、全国72館の劇場において、2014年12月5日から同年12月12日までの8日間限定で上映すると告知されていたが、2014年に公開された音楽ドキュメンタリー映画の中で、本作品が最速で興業収入1億円突破のヒットを記録したことを受け、全国36館において上映期間が延長されることとなった。また、劇場公開が終了した2015年3月23日から同年3月31日（日本時間）の9日間限定で、劇場公開版に未公開映像を加えた"特別版"が、ニコニコ生放送において「5DAYS ONLINE ROADSHOW」と銘打ち配信上映されている。さらにこの特別版は、動画共有サービス、Ustreamにおいても「9DAYS ONLINE ROADSHOW」と題し、海外向けに配信上映されている（日本国内からの視聴は不可）。

## 上映劇場
以下の72館で上映。一部劇場で上映期間を延長された。
| - ユナイテッド・シネマ札幌 （北海道） - ディノスシネマズ札幌劇場 （北海道） - 青森コロナシネマワールド（青森） - フォーラム盛岡 （岩手） - 109シネマズ富谷 （宮城） - TOHOシネマズ秋田 （秋田） - フォーラム山形 （山形） - フォーラム福島 （福島） - TOHOシネマズ 日本橋 （東京） - TOHOシネマズ 六本木ヒルズ （東京） - 品川プリンスシネマ （東京） - 新宿バルト9 （東京） - TOHOシネマズ 渋谷 （東京） - 池袋HUMAXシネマズ （東京） - TOHOシネマズ 西新井 （東京） - T・ジョイ大泉 （東京） - TOHOシネマズ 府中 （東京） - TOHOシネマズ 南大沢 （東京） - MOVIX昭島 （東京） - 109シネマズグランベリーモール （東京） - 横浜ブルク13 （神奈川） - TOHOシネマズ ららぽーと横浜 （神奈川） - TOHOシネマズ 川崎 （神奈川） - 109シネマズ湘南 （神奈川） - T・ジョイ蘇我 （千葉） | - シネプレックス幕張 （千葉） - TOHOシネマズ 市川コルトンプラザ （千葉） - TOHOシネマズ ららぽーと船橋 （千葉） - TOHOシネマズ 八千代緑ヶ丘 （千葉） - ユナイテッド･シネマ 浦和 （埼玉） - ユナイテッド･シネマ春日部 （埼玉） - シネプレックスわかば （埼玉） - ユナイテッド・シネマ入間 （埼玉） - シネプレックス水戸 （茨城） - シネプレックスつくば （茨城） - TOHOシネマズ 宇都宮 （栃木） - プレビ劇場ISESAKI （群馬） - T・ジョイ新潟万代 （新潟） - TOHOシネマズ 上田 （長野） - MOVIX清水 （静岡） - TOHOシネマズ 浜松 （静岡） - 109シネマズ名古屋 （愛知） - TOHOシネマズ 名古屋ベイシティ （愛知） - シネプレックス岡崎 （愛知） - 安城コロナシネマワールド （愛知） - ミッドランドシネマ名古屋空港 （愛知） - 大垣コロナシネマワールド （岐阜） - 109シネマズ四日市 （三重） - TOHOシネマズ ファボーレ富山 （富山） - 金沢コロナシネマワールド （石川） | - 福井コロナシネマワールド （福井） - 梅田ブルク7 （大阪） - TOHOシネマズ 梅田 （大阪） - TOHOシネマズ なんば （大阪） - MOVIX八尾 （大阪） - T・ジョイ京都 （京都） - TOHOシネマズ 西宮OS （兵庫） - 109シネマズHAT神戸 （兵庫） - ジストシネマ和歌山 （和歌山） - TOHOシネマズ 岡南 （岡山） - 広島バルト11 （広島） - T・ジョイ出雲 （島根） - シネマサンシャイン重信 （愛媛） - T・ジョイ博多 （福岡） - ユナイテッド・シネマ キャナルシティ13 （福岡） - T・ジョイリバーウォーク北九州 （福岡） - T・ジョイ久留米 （福岡） - TOHOシネマズ 長崎 （長崎） - TOHOシネマズ 光の森 （熊本） - T・ジョイパークプレイス大分 （大分） - 鹿児島ミッテ10 （鹿児島） - サザンプレックス （沖縄） |